# Sare dublă

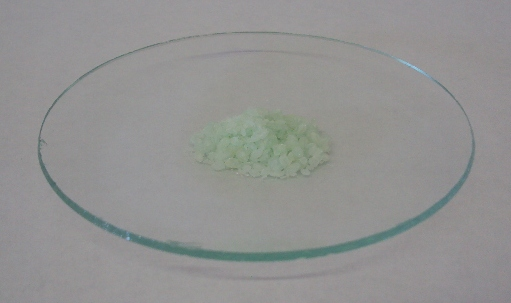
Sarea Mohr, sulfatul de fier (II) și amoniu, (NH_{4})_{2}Fe(SO_{4})_{2}

Sărurile duble sunt acele săruri care conțin mai mult de un cation sau anion, și sunt obținute prin combinarea a două tipuri diferite de săruri care au cristalizat în același cristal ionic. Exemple de săruri duble includ alaunii (cu formula generală MmMIII[4]2·12H2O) sau sărurile Tutton  (cu formula generală [Mm]2MII[4]2·6H2O). Alte exemple sunt tartratul de sodiu și potasiu, sulfatul de amoniu și fier(II), bromlitul. Sulfacetatul de aluminiu, Al
2SO
4(CH
3CO
2)
4, este un exemplu de un sare dublă cu doi anioni diferiți.
Sărurile duble nu trebuie să fie confundate cu complecșii coordinativi. Când este dizolvată în apă, o sare dublă disociază complet în ioni, în timp ce un complex nu; ionul complex rămâne neschimbat. De exemplu, KCeF4 este o sare dublă și disociază în ionii K+, Ce3+ și F− atunci când este dizolvat în apă, în timp ce K4[YbI6] este o sare complexă și conține ionul [YbI6]4− care rămâne intact în soluții apoase. Prin urmare, este important să se indice ionul complex prin adăugarea de paranteze drepte "[ ]" în jurul ei. 